# Bleicher Milchling
Der Bleiche Milchling (Lactarius utilis) ist eine Art der Pilze aus der Familie der Täublingsverwandten (Russulaceae). Es ist ein großer Milchling mit einem schleimigen, fleischgrauen, aber bald ausblassenden Hut. Der schmierige Stiel ist zylindrisch oder zur Stielbasis hin verjüngt. Der ungenießbare Milchling ist mit dem Nordischen Milchling nah verwandt, seine Milch verfärbt sich aber nicht mit Kalilauge. Er ist überwiegend in der borealen Zone Nordeuropas verbreitet und mit Fichten oder Birken vergesellschaftet.

## Merkmale

### Makroskopische Merkmale
Der Hut ist 6–15 cm breit, anfangs gewölbt und mit eingerolltem Rand, dann ausgebreitet und in der Mitte leicht bis deutlich niedergedrückt. Manchmal ist er sogar trichterförmig vertieft. Die Oberfläche ist glatt, schleimig und ungezont. Junge Exemplare sind blass fleischfarben bis weingrau oder beige gefärbt, manchmal ist die Hutmitte sepiafarben gefleckt. Später ist der Hut dunkel gräulich-ocker bis grau-ocker mit fleisch-ockerfarbenem Rand. Alte Exemplare sind creme- bis rosa-ockerfarben.
Die mittelbreiten, dicht stehenden und untermischten Lamellen sind breit am Stiel angewachsen oder laufen mehr oder weniger daran herab. Sie sind blass creme- bis cremefarben, dünn, weich und manchmal in Stielnähe gegabelt. Das Sporenpulver ist fleisch-ockerfarben.
Der zylindrische oder zur Basis hin verjüngte Stiel ist 5–12 cm lang und 1,2–2 cm breit. Die glatte Oberfläche ist klebrig, später leicht glänzend, weißlich oder blass creme- bis cremefarben. Der jung volle Stiel wird schon bald hohl.
Das mittelfeste Fleisch ist weiß bis cremefarben und schmeckt mild, wird aber nach einer Weile leicht scharf. Es riecht fruchtig. Die weiße Milch verfärbt sich nicht mit Kalilauge orangegelb, auf einem weißen Papier ist sie unveränderlich oder verfärbt sich leicht cremefarben oder gräulich. Sie ist ziemlich spärlich und schmeckt etwas schärfer als das Fleisch.

### Mikroskopische Merkmale
Die fast runden bis elliptischen Sporen sind durchschnittlich 8,5–9,3 µm lang und 6,9–7,3 µm breit. Der Q-Wert (Quotient aus Sporenlänge und -breite) ist 1,10–1,35. Das Sporenornament ist 0,5–1 µm hoch und besteht aus Rippen und isoliert stehenden, verlängerten Warzen. Geschlossene Maschen kommen nicht vor. Der Hilarfleck ist nach außen hin mehr oder weniger amyloid.
Die 4-sporigen, bisweilen auch nur 2-sporigen, keuligen Basidien sind 40–55 µm lang und 11–13 µm breit. Die ziemlich zahlreichen, hervorstehenden Pleuromakrozystiden sind 45–70 µm lang und 7–12 µm breit. Sie sind spindelig bis lanzettlich und oben normalerweise spitz oder tragen manchmal ein kleines aufgesetztes Spitzchen. Die Lamellenschneiden sind steril und mit zahlreichen Cheilomakrozystiden besetzt, die zylindrisch bis keulig oder mehr oder weniger spindelig sind und 25–50 µm × 6–8 µm messen. Ihr oberes Ende ist meist stumpf. Alle Zystiden lassen sich mit Sulfovanillin anfärben.
Die Huthaut (Pileipellis) ist ein 100–250 µm dickes Ixotrichoderm, das sich aus filamentösen, miteinander verflochtenen, 2–3,5 µm breiten Hyphen zusammensetzt. Diese sind septiert, verzweigt und sogar gegabelt. Die Hyphenenden sind oben stumpf, leicht kopfig oder perlschnurartig (moniliform) eingeschnürt. Darunter liegt eine ixocutisartige Schicht aus dicht verwobenen, stark gelifizierten Hyphen.

## Artabgrenzung
Der Bleiche Milchling ist leicht mit dem nahe verwandten Nordischen Milchling zu verwechseln und teilt sich mit ihm auch den Standort. Er unterscheidet sich vom Nordischen Milchling durch den schleimigeren Hut und die weiße Milch, die sich mit Kalilauge nicht orangegelb verfärbt und auf einem weißen Papier einen blasscremefarben Ton annimmt. Der Stiel ist beim Nordischen Milchling oft bauchig und die Stielspitze zusammengezogen, während er beim Bleichen Milchling normalerweise zylindrisch und an der Basis verjüngt ist.
Eine andere ähnliche Art ist der Graublasse Milchling (L. albocarneus), der aber eher mit Fichten und Tannen vergesellschaftet ist und sehr scharf schmeckt. Er ist etwas kleiner und hat einen anders gefärbten Hut, auch die Huthaut ist stärker gelifiziert.

## Ökologie und Verbreitung

Verbreitung des Bleichen Milchlings in Europa.
Legende:
Länder mit Fundmeldungen
Länder ohne Nachweise
keine Daten
außereuropäische Länder

Der Milchling ist fast ausschließlich in der borealen Region Nordeuropas verbreitet, allerdings ist die Verbreitung noch nicht ganz geklärt, da der Milchling oft nicht vom sehr ähnlichen Nordischen Milchling unterschieden wird.
Der Milchling ist ein Mykorrhizapilz, der mit Birken und Fichten eine symbiotische Beziehung eingeht. Man findet in daher in Fichten- und Fichten-Birkenwäldern, meist inmitten von Moospolstern und Heidelbeerbüschen (Vaccinium). Die Fruchtkörper erscheinen zwischen August und September.

## Systematik
Der Milchling wurde von J. A. Weinmann in Karelien (Russland) gesammelt und erstmals 1836 als Agaricus utilis wissenschaftlich beschrieben. 1838 stellte ihn Fries in die Gattung Lactarius sodass er seinen heute gültigen Namen erhielt. Lactifluus utilis (Weinm.) Kuntze (1891) ist ein taxonomisches Synonym.
Der Bleiche Milchling ist ebenfalls nahe mit dem Verhexten Milchling (L. fascinans) verwandt. Wenn beide Arten artgleich sind, wie Moser vermutet, hat der Beiname fascinans Vorrang. Allerdings ist Heilmann-Clausen der Meinung, dass es sich bei L. utilis und Agaricus fascinans im Sinne von Fries (1821), um zwei verschiedene Arten handelt, und dass auch L. fascinans im Sinne von Neuhoff (1956) und Moser eine andere Art ist.

### Infragenerische Systematik
M. Basso stellt den Milchling in die Untersektion Pallidini, während Heilmann-Clausen ihn der Untersektion Trivialini zuordnet. Beide Untersektionen stehen innerhalb der Sektion Glutinosi. Die Vertreter der Untersektion Pallidini haben gezonte oder ungezonte, braune, violettbraune oder rötlich-braune Hüte, eine mehr oder weniger unveränderliche, weißliche Milch und eine klebrige bis schmierige Huthaut. Die Huthaut ist eine Ixocutis oder ein Ixotrichoderm.

## Bedeutung
Der Milchling gilt in Mitteleuropa als ungenießbar. Allerdings schreibt schon Weinmann, dass der Pilz von den Einheimischen (Karelien, Russland) eifrig gesammelt würde. Es ist anzunehmen, dass der Milchling auch heute noch in Finnland und Nordrussland zusammen mit dem sehr ähnlichen Nordischen Milchling gesammelt und nach einer Vorbehandlung wie dieser in der Küche verwendet wird.